# Parafia św. Jadwigi Królowej w Wólce Podleśnej
Parafia św. Jadwigi Królowej w Wólce Podleśnej − parafia rzymskokatolicka znajdująca się w diecezji rzeszowskiej w dekanacie Rzeszów Północ. Erygowana w 1983 roku. Mieści się pod numerem 334.

## Proboszczowie parafii
- 1983−2003 - ks. Jan Kalinka
- 2003−2017 - ks. mgr lic. Waldemar Dopart
- 2017−obecnie - ks. dr Andrzej Pociask